# Истли
Истли (англ. Eastleigh) — город в графстве Гэмпшир, Великобритания.
Расположен на реке Ичен между Саутгемптоном и Уинчестером и является частью агломерации Южный Гемпшир.
Первый значительный рост города был вызван в XIX веке железнодорожным строительством.
В настоящее время здесь расположены многочисленные промышленные предприятия.
Знаменит своим одноимённым футбольным клубом.
В городе функционирует краеведческий музей, несколько колледжей.
Здесь в 2013 году начала свою политическую карьеру Диана Джеймс.
C 2010 года — город-побратим российского города Кимры.
В Истли родился Малкольм Лесли Ходдер Грин (1936 — 2020) — английский химик-металлоорганик.